# The Hero (film, 1917)
Pour les articles homonymes, voir The Hero.
Pour plus de détails, voir Fiche technique et Distribution.
The Hero est un film muet américain réalisé par Arvid E. Gillstrom et sorti en 1917.

## Synopsis
Inconnu.

## Fiche technique
- Titre : The Hero
- Réalisation : Arvid E. Gillstrom
- Chef opérateur : Herman Obrock Jr.
- Montage : Ben H. Cohen
- Production : Louis Burstein pour King Bee Studios
- Format : Noir et blanc — 35 mm — 1,33:1 — Son : Muet
- Genre : Comédie
- Durée : 20 minutes
- Date de sortie :
  - États-Unis : 1er juin 1917

## Distribution
- Billy West : le Héros
- Oliver Hardy : son rival
- Ethel Marie Burton : une fille de la Société
- Leo White : le comte
- Bud Ross : le valet
- Polly Bailey : la mère
- Florence McLaughlin
- Frank Lansler
- Benjamin Ross : le propriétaire
- Joe Cohen
- Frank Bates